# Mughiphantes sobrioides
Mughiphantes sobrioides là một loài nhện trong họ Linyphiidae.
Loài này thuộc chi Mughiphantes. Mughiphantes sobrioides được Andrei V. Tanasevitch miêu tả năm 2000.